# 에밀 테오도어 코허

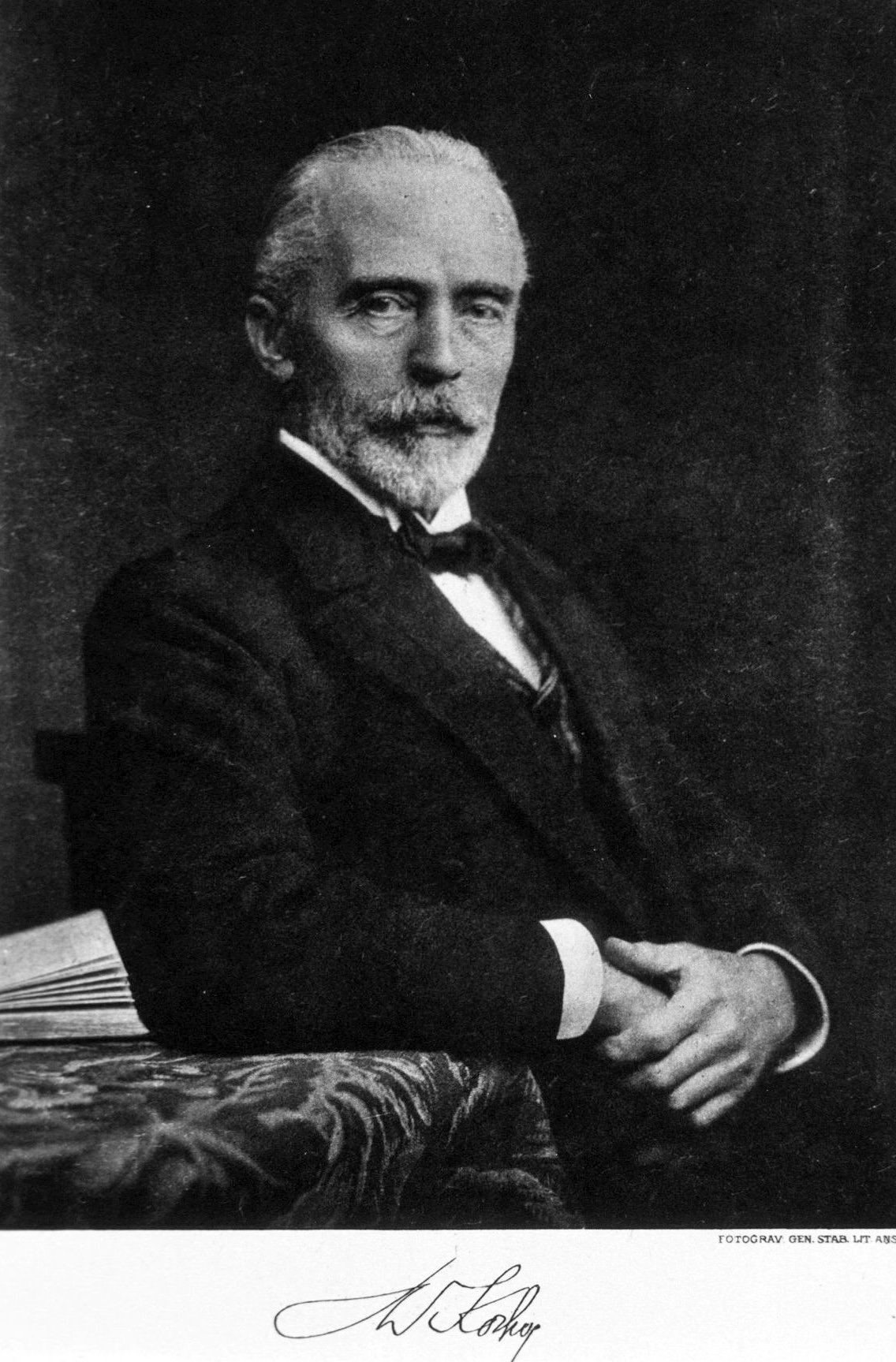
에밀 테오도어 코허

에밀 테오도어 코허(Emil Theodor Kocher, 1841년 8월 25일 ~ 1917년 7월 27일)는 스위스 출신의 의학자이자 외과의사다. 그는 생리학, 병리학, 갑상선에 대한 연구로 노벨 생리학·의학상을 수상했다. 

## 생애
스위스 수도인 베른에서 태어난 그는 모라비아 형제회의 지원으로 취리히, 베를린, 런던, 빈에서 공부를 마친 뒤 스위스로 돌아와 1865년 학위를 취득했다. 1872년 베른 대학교 외과학 교수직, 외과 병원장이 된다.
그는 갑상선암에 대한 외과 수술 개발이란 업적을 남겼다. 오늘날 갑상선을 절제하는 수술법을 고안했으며, 5000명 전후의 수술을 했고, 이때 사망률은 0.5̤퍼센트 정도 밖에 되지 않았다. 이같은 외과에서의 임상 업적으로 노벨상을 받았으며, 순전히 임상 업적으로 노벨상을 받은 거의 유일한 사람이라고 얘기된다. 
그의 갑상선 치료 연구는 논쟁 대상이 되기도 했지만 갑상선종의 치료법에 성공함으로써 사망률을 줄이는 데 성공하기도 했다.갑상선 외에 몸의 울혈과 살균치료법을 통한 외과 치료 등을 연구하기도 했다. 골수염과 총상 치료법에 대해서도 연구했다. 후에 노벨상을 수상한 후에는 베른에 코허 연구소를 설립하기도 했다. 